# 第48屆威尼斯影展
第48屆威尼斯影展於1991年9月3日至14日舉辦

## 評審團
以下人物構成1991年評審團：
- 吉安·盧基·隆迪（英语：Gian Luigi Rondi）（評審團主席）
- 西爾維婭·達米科·本迪戈
- 吉姆·貝魯什
- 約翰·鮑曼
- 米歇爾·西蒙（英语：Michel Ciment）
- 莫里茲·德·哈德倫（英语：Moritz de Hadeln）
- 納姆·克萊曼（英语：Naum Kleiman）
- 歐嘉·蔻達（英语：Oja Kodar）
- 皮拉爾·米羅（英语：Pilar Miró）

## 官方單元

### 正式競賽
| 中文片名               | 原文片名                      | 導演              | 製作國家                      |
| ---------------------- | ----------------------------- | ----------------- | ----------------------------- |
| 《费尔迪杜凯》         | Ferdydurke                    | 傑齊·史柯里莫斯基 | 波蘭                          |
| 《驚異狂想曲》         | La plage des enfants perdus   | 吉拉利·佛哈提     | 摩洛哥、 法國                 |
| 《废铁》               | Chatarra                      | 費利克斯·羅泰塔   | 西班牙                        |
| 《蒙古精神》           | Urga                          | 尼基塔·米亥科夫   | 法國、 苏联                   |
| 《神曲》               | A Divina Comédia              | 曼諾·迪·奧利維拉  | 葡萄牙                        |
| 《愛德華二世》         | Edward II                     | 戴力·渣文         | 英国                          |
| 《奇幻城市》           | The Fisher King               | 特里·吉列姆       | 美国                          |
| 《德国玖零》           | Allemagne 90 neuf zéro        | 尚盧·高達         | 法國                          |
| 《我再也聽不見吉他聲》 | J'entends plus la guitare     | 菲利普·卡黑       | 法國                          |
| 《在森林的那边》       | Jeszcze tylko ten las         | 簡·洛姆尼察       | 波蘭                          |
| 《狂戀維納斯》         | Meeting Venus                 | 沙寶·伊斯特凡     | 英国、 法國、 義大利          |
| 《密西西比風情畫》     | Mississippi Masala            | 米拉·奈兒         | 美国                          |
| 《我私人的爱达荷》     | My Own Private Idaho          | 葛斯·范桑         | 美国                          |
| 《爱恨情仇》           | L'amore necessario            | 法比歐·卡爾皮     | 義大利                        |
| 《朝朝暮暮》           | Nuit et Jour                  | 香特尔·阿克曼     | 比利时                        |
| 《魔法师的宝典》       | Prospero's Books              | 彼得·格林納威     | 英国                          |
| 《大红灯笼高高挂》     | 《大红灯笼高高挂》            | 张艺谋            | 中国                          |
| 《无形之墙》           | Il muro di gomma              | 馬可·里西         | 義大利                        |
| 《石头的呐喊》         | Cerro Torre: Schrei aus Stein | 韋納·荷索         | 德国、 法國、 加拿大、 義大利 |
| 《隐蔽的脸》           | Gizli Yüz                     | 奧莫·卡弗爾       | 土耳其                        |
| 《一个简单的故事》     | Una storia semplice           | 艾密迪歐·葛雷柯   | 義大利                        |
| 《獨走鋼索》           | Les Équilibristes             | 尼克斯·巴巴塔基斯 | 法國                          |

## 獎項
- 金獅獎：
  - 尼基塔·米亥科夫 《蒙古精神》
- 評審團特別大獎：
  - 曼諾·迪·奧利維拉 《神曲（英语：The Divine Comedy (film)）》
- 銀獅獎：
  - 特里·吉列姆 《奇幻城市》
  - 张艺谋 《大紅燈籠高高掛》
  - 菲利普·卡黑 《我再也聽不見吉他聲（英语：J'entends plus la guitare）》
- 沃爾庇杯：
  - 最佳男演員：瑞凡·費尼克斯 《我私人的爱达荷》
  - 最佳女演員：蒂達·史雲頓 《愛德華二世》

### 會外獎項
- 費比西國際影評人獎：《大紅燈籠高高掛》 - 张艺谋

## 外部鏈接
- 官方网站
- IMDb1991年威尼斯影展獎項 （页面存档备份，存于）